# Aldo Vitali (enigmista)
Aldo Vitali, in arte il Valletto (Verona, 6 gennaio 1890 – Bologna, 7 agosto 1972), è stato un enigmista italiano, fra i maggiori del Novecento, considerato in particolare uno dei padri dell'indovinello moderno. Molti sono i suoi lavori rimasti celebri, come ad esempio il notissimo indovinello dell'oca, svolto in un unico verso (La palma a me? Ripeto qua: anche meno!) con ben quattro bisensi.
Bolognese di adozione (si trasferisce nella città felsinea per lavoro come funzionario amministrativo delle ferrovie), il Valletto esordisce in enigmistica negli anni venti per una rubrica dell'Avvenire d'Italia. Inizia questa carriera principalmente come crittografo (e dunque non ancora in quello che sarà il suo campo d'elezione). 
Il primo indovinello risale invece al 1926 e non lascia minimamente presagire il livello che Aldo Vitali raggiungerà in seguito. Ma sul finire del decennio torna al gioco epigrammatico, che in breve tempo e per primo riesce a svincolare da qualsiasi concessione al descrittivismo, perfezionando così definitivamente la tecnica del doppio soggetto (preceduto in questo soltanto da Marin Faliero, nel campo però degli enigmi di maggior respiro). Ciò fa del gioco in versi un componimento con due significati entrambi coerenti e nettamente distinti fra loro.
La vita di Aldo Vitali è però segnata da una grave tragedia personale nel 1956, quando l'enigmista perde improvvisamente la carissima moglie Irene, forse per un ictus. Il lutto è all'origine di un vero e proprio tracollo e di un lungo logoramento psicologico che condurrà il Valletto stesso alla morte, sedici anni dopo.